# Шапошникова Людмила Кузьмівна
Людмила Кузьмівна Шапошникова (1895, місто Катеринодар, тепер Краснодар, Російська Федерація — розстріляна 4 травня 1942, місто Москва, Російська Федерація) — радянська діячка, секретар Ленінградської обласної ради профспілок, директор фабрики «Красный Октябрь» міста Ленінграда. Кандидат у члени ЦВК СРСР 5-го скликання, член ЦВК СРСР 6—7-го скликань; кандидат у члени Президії ЦВК СРСР у 1929—1935 роках, член Президії ЦВК СРСР у 1935—1937 роках. Член Центральної контрольної комісії ВКП(б) у 1930—1934 роках.

## Біографія
З 1912 року — робітниця фабрики Кібеля в Санкт-Петербурзі.
У 1914—1915 роках — сестра милосердя російської армії під час Першої світової війни.
У 1915—1918 роках — робітниця-текстильниця на фабриках міста Петрограда.
Член РСДРП(б) з лютого 1917 року.
З 1918 року — на партійній роботі.
З квітня 1920 по вересень 1922 року — політичний керівник, завідувач господарства, сестра милосердя 1-ї Кінної армії РСЧА.
У 1922—1925 роках — слухачка робітничого факультету Петроградського Політехнічного інституту. Одночасно в 1923—1925 роках — член Петроградської (Ленінградської) ради.
З 1925 року навчалася на економічному факультеті Ленінградського політехнічного інституту, одночасно була партійним організатором і завгоспом Рентгенологічного інституту (Ленінградська Фізико-технічна лабораторія).
З березня 1926 року — завідувачка організаційно-розподільного відділу Виборзького районного комітету ВКП(б) міста Ленінграда.
14 квітня 1930 року відрахована з Ленінградського політехнічного інституту, «як така, що припинила навчання».
У 1930—1934 роках — секретар Ленінградської обласної ради професійних спілок.
До липня 1937 року — директор фабрики «Красный Октябрь» Народного комісаріату харчової промисловості СРСР міста Ленінграда.
20 липня 1937 року заарештована органами НКВС. Засуджена Воєнною колегією Верховного суду СРСР 4 листопада 1937 року, як «член родини ворога народу», засуджена до 8 років виправно-трудових таборів. Відбувала покарання в Томському виправно-трудовому таборі, завідувала кухнею, допомагала ув'язненим писати скарги, оголошувала голодування на захист прав ув'язнених. Знову заарештована, перебувала під слідством у Москві. Засуджена Воєнною колегією Верховного суду СРСР 8 квітня 1942 року до страти, розстріляна 4 травня 1942 року.
10 листопада 1956 року посмертно реабілітована.

## Родина
Перший чоловік — Зайденман. Другий чоловік — Чудов Михайло Семенович.